# أندي ريبلي
أندي ريبلي (بالإنجليزية: Andy Ripley)‏ هو رائد أعمال بريطاني، ولد في 1 ديسمبر 1947 في ليفربول في المملكة المتحدة، وتوفي في 17 يونيو 2010 في East Grinstead ‏ في المملكة المتحدة بسبب سرطان البروستاتا.

## وصلات خارجية
- أندي ريبلي عل موقع إسبنسكروم (الإنجليزية)